# Calidrini
Calidrini – monotypowe plemię ptaków z podrodziny biegusów (Arenariinae) w obrębie rodziny bekasowatych (Scolopacidae).

## Zasięg występowania
Plemię obejmuje gatunki występujące w Ameryce Północnej i Eurazji.

## Morfologia
Długość ciała 12–32 cm, rozpiętość skrzydeł 26–66 cm; masa ciała 15–254 g.

## Systematyka

### Etymologia
- Cinclus: gr. κιγκλος kinklos „mały, przybrzeżny ptak machający ogonem”, wspomniany przez Arystotelesa, Arystofanesa, Aelianusa i innych autorów, być może pliszka lub biegus, ale nigdy nie został właściwie zidentyfikowany. Późniejsi autorzy identyfikowali tego ptaka jako pliszkę, biegusa, pluszcza lub drozda. W ornitologii cinclus kojarzy się z dużą różnorodnością niepowiązanych ptaków podobnych do drozda, ale rzadko z prawdziwymi drozdami[39]. Gatunek typowy: Tringa alpina Linnaeus, 1758.
- Calidris: epitet gatunkowy Tringa calidris J.F. Gmelin, 1789[c]; gr. καλιδρις kalidris lub σκαλιδρις skalidris „nakrapiany, w szarym kolorze brzegowy ptak” wspomniany przez Arystotelesa, wciąż niezidentyfikowany, ale przypuszcza się, że jest to biegus lub pliszka[39].
- Arenaria: łac. arenarius „związany z piaskiem”, od arena (poprawnie harena) „piasek”[39]. Gatunek typowy: Arenaria vulgaris Bechstein, 1803 (= Tringa alba Pallas, 1764).
- Philomachus: gr. φιλομαχος philomakhos „zadziorny, wojowniczy”, od φιλος philos „miłośnik”, od φιλεω phileō „kochać”; μαχη makhē „walka, bitwa”, od μαχομαι makhomai „walczyć”. Samce batalionów zbierają się wspólnie na taniec godowy i walczą między sobą[39]. Gatunek typowy: Tringa pugnax Linnaeus, 1758.
- Ereunetes: gr. ερευνητης ereunētēs „poszukiwacz, gmeracz”, od ερευναω ereunaō „szukać”[39]. Gatunek typowy: Ereunetes petrificotus Illiger, 1811 (= Tringa pusilla Linnaeus, 1766).
- Erolia: fr. nazwa Erolie nadana biegusowi krzywodziobemu przez Vieillota w 1816 roku[39]. Gatunek typowy: Erolia variegata Vieillot, 1816 (= Scolopax testacea Pallas, 1764 (= Tringa ferrugineus Pontoppidan, 1763)).
- Falcinellus: nowołac. falcinellus „mały sierp” (ptak), od zdrobnienia falx, falcis „sierp”[39]. Gatunek typowy: Platalea pygmea Linnaeus, 1758.
- Machetes: gr. μαχητης makhētēs „wojownik”, od μαχη makhē „bitwa”, od μαχομαι makhomai „walczyć”[39]. Gatunek typowy: Tringa pugnax Linnaeus, 1758.
- Pelidna: gr. πελιδνος pelidnos „siny”, od πελιος pelios „potłuczony, czarny i niebieski”[39]. Gatunek typowy: Tringa cinclus Linnaeus, 1766 (= Tringa alpina Linnaeus, 1758).
- Limicola: łac. limicola „mieszkaniec błota”, od limus, limi „błoto”; -cola „mieszkaniec”, od colere „mieszkać”[39]. Gatunek typowy: Numenius pygmaeus Bechstein, 1802 (nie Latham, 1787) (= Scolopax falcinellus Pontoppidan, 1763).
- Pavoncella: włoska nazwa Pavoncella dla czajek Vanellus[39]. Gatunek typowy: Tringa pugnax Linnaeus, 1758.
- Symphemia: gr. συμφημι sumphēmi „zatwierdzać”[39]. Gatunek typowy: Symphemia atlantica Rafinesque, 1819 (= Tringa pusilla Linnaeus, 1766).
- Eurynorhynchus: gr. ευρυνω eurunō „rozszerzać”; ῥυγχος rhunkhos „dziób”. Łyżeczkowata końcówka dzioba krytycznie zagrożonego biegusa łyżkodziobego jest widoczna nawet u piskląt[39]. Gatunek typowy: Eurynorhynchus griseus Nilsson, 1817 (= Platalea pygmea Linnaeus, 1758).
- Hemipalama: gr. ἡμι- hēmi- „mały”, od ἡμισυς hēmisus „połowa”; παλαμη palamē „dłoń” (tj. płetwa)[39]. Gatunek typowy: Tringa pusilla Linnaeus, 1758.
- Crocethia: gr. κροκη krokē „otoczak”, od κροκαλη krokalē „plaża”; θειω theiō „biegać”. Piaskowiec lęgi odbywa w regionach arktycznych, ale poza sezonem lęgowym i zimą grupy tych ptaków widywane są biegające wzdłuż plaż na całym świecie[39]. Nowa nazwa dla Calidris Merrem, 1804.
- Pisobia: gr. πισος pisos „łąki, mokradła”; βιος bios „tryb życia, siedziba”, od βιοω bioō „żyć”[39]. Gatunek typowy: Tringa minuta Leisler, 1812.
- Platyrhamphus: gr. πλατυς platus „szeroki”; ῥαμφος rhamphos „dziób”[39]. Gatunek typowy: Scolopax falcinellus Brünnich, 1764 (= Platalea pygmea Linnaeus, 1758).
- Ancylocheilus: gr. αγκυλοχειλης ankulokheilēs „z haczykowatym dziobem”, od αγκυλος ankulos „krzywy”, od αγκος ankos „łuk, zakręt”; χειλος kheilos „dziób”[39]. Gatunek typowy: Tringa subarquata Guldenstadt (= Tringa ferruginea Pontoppidan, 1763).
- Actodromas (Actodroma): gr. ακτη aktē, ακτης aktēs „brzeg morza”; δρομας dromas „bieganie, wędrowanie”, od τρεχω trekhō „biegać”[39]. Gatunek typowy: Tringa minuta Leisler, 1812.
- Leimonites: gr. λειμων leimōn, λειμωνος leimōnos „łąka”; -ιτης -itēs „połączony z” (por. λειμωνοειδης leimōnoeidēs „podobny do łąki, kwiecisty”)[39]. Gatunek typowy: Tringa temminckii Leisler, 1812.
- Canutus: Epitet gatunkowy: Tringa canutus Linnaeus, 1758; według legendy król Anglii, Danii i Norwegii, Knut (ang. Canute) (995–1035; panował w latach 1016–1035), traktował biegusa rdzawego, odpowiednio tuczonego białym chlebem i mlekiem, jako przysmak[39]. Gatunek typowy: Tringa islandica Linnaeus, 1758.
- Heteropoda: gr. ἑτεροπους heteropous, ἑτεροποδος heteropodos „z nierównymi nogami”, od ἑτερος heteros „inny, różny”; πους pous, ποδος podos „stopa”[39]. Gatunek typowy: Tringa semipalmata A. Wilson, 1813 (= Tringa pusilla Linnaeus, 1758).
- Aphriza: gr. αφρος aphros „piana morska”; ζαω zaō, ζωω zōō lub ζω zō „żyć”[39]. Gatunek typowy: Aphriza townsendi Audubon, 1839 (= Tringa virgata J.F. Gmelin, 1789).
- Schoeniclus: gr. σχοινικλος skhoiniklos „nieznany ptak przybrzeżny”, być może pliszka[39]. Gatunek typowy: Schœniclus cinclus G.R. Gray (= Tringa alpina Linnaeus, 1758).
- Schoeniculus: zdrobnienie nazwy rodzaju Schoeniclus G.R. Gray, 1841[39]. Gatunek typowy: Tringa minuta Leisler, 1812.
- Machophilus: anagram nazwy rodzaju Philomachus Merrem, 1804[39]. Gatunek typowy: Tringa pugnax Linnaeus, 1758.
- Pavia: łac. pavo, pavonis „paw”[39]. Gatunek typowy: Tringa pugnax Linnaeus, 1758.
- Tryngites: gr. τρυγγας trungas „biało-zady, wielkości drozda ptak brodzący, machający ogonem”, wspomniany przez Arystotelesa, wciąż niezidentyfikowany, ale później wiązany z różnymi nadbrzeżnymi ptakami[39]. Gatunek typowy: Tringa rufescens Vieillot, 1819 (= Tringa subruficollis Vieillot, 1819).
- Micropalama: gr. μικρος mikros „mały”; παλαμη palamē „dłoń”[39]. Gatunek typowy: Tringa himantopus Bonaparte, 1826.
- Arquatella: epitet gatunkowy Trynga arquatella Pallas, 1811[d]; zdrobnienie łac. arquatus „łuko-kształtny, zakrzywiony”, od arquus lub arcus „łuk, tęcza”[39]. Gatunek typowy: Tringa maritima Brünnich, 1764.
- Heteropygia: gr. ἑτερος heteros „inny, różny”; πυγη pugē „kuper”[39]. Gatunek typowy: Tringa minutilla Vieillot, 1819.
- Limnocinclus: gr. λιμνη limnē „bagno”; κιγκλος kinklos „mały przybrzeżny ptak”[39]. Totanus acuminatus Horsfield, 1821.
- Actia: gr. ακτιος aktios „nad brzegiem morza”, od ακτη aktē, ακτης aktēs „brzeg morza”[39]. Nowa nazwa dla Arquatella Baird, 1858.
- Anteliotringa: gr. αντηλιος antēlios „wschód słońca, wschodni”, od αντι anti „naprzeciwko”; ἡλιος hēlios „słońce”; rodzaj Tringa Linnaeus, 1758 (brodziec)[39]. Gatunek typowy: Totanus tenuirostris Horsfield, 1821.
- Neopisobia: gr. νεος neos „nowy”; rodzaj Pisobia Billberg, 1827[39]. Gatunek typowy: Totanus damacensis Horsfield, 1821 (= Tringa subminuta von Middendorff, 1853).

### Podział systematyczny
Do plemienia należy jeden rodzaj Calidris z następującymi gatunkami:

- Calidris canutus (Linnaeus, 1758) – biegus rdzawy
- Calidris tenuirostris (Horsfield, 1821) – biegus wielki
- Calidris virgata (J.F. Gmelin, 1789) – brzegowiec
- Calidris pugnax (Linnaeus, 1758) – batalion
- Calidris falcinellus (Pontoppidan, 1763) – biegus płaskodzioby
- Calidris acuminata (Horsfield, 1821) – biegus ostrosterny
- Calidris himantopus (Bonaparte, 1826) – biegus brodźcowaty
- Calidris ferruginea (Pontoppidan, 1763) – biegus krzywodzioby
- Calidris temminckii (Leisler, 1812) – biegus mały
- Calidris subminuta (von Middendorff, 1853) – biegus smukłonogi
- Calidris pygmea (Linnaeus, 1758) – biegus łyżkodzioby
- Calidris ruficollis (Pallas, 1776) – biegus rdzawoszyi
- Calidris subruficollis (Vieillot, 1819) – biegus płowy
- Calidris alba (Pallas, 1764) – piaskowiec
- Calidris alpina (Linnaeus, 1758) – biegus zmienny
- Calidris ptilocnemis (Coues, 1873) – biegus skalny
- Calidris maritima (Brünnich, 1764) – biegus morski
- Calidris bairdii (Coues, 1861) – biegus długoskrzydły
- Calidris minuta (Leisler, 1812) – biegus malutki
- Calidris minutilla (Vieillot, 1819) – biegus karłowaty
- Calidris fuscicollis (Vieillot, 1819) – biegus białorzytny
- Calidris melanotos (Vieillot, 1819) – biegus arktyczny
- Calidris pusilla (Linnaeus, 1766) – biegus tundrowy
- Calidris mauri (Cabanis, 1857) – biegus alaskański